# Amtsgericht Freystadt
Das Amtsgericht Freystadt war ein preußisches Amtsgericht mit Sitz in Freystadt.

## Geschichte
In Freystadt bestand von 1849 bis 1879 das Kreisgericht Freystadt. Das königlich preußische Amtsgericht Freystadt wurde mit Wirkung zum 1. Oktober 1879 als eines von 14 Amtsgerichten im Bezirk des Landgerichtes Glogau im Bezirk des Oberlandesgerichtes Breslau gebildet. Der Sitz des Gerichtes war Freystadt. Sein Gerichtsbezirk umfasste den Landkreis Freystadt i. Niederschles. ohne die Teile, die den Amtsgerichten Beuthen an der Oder, Carolath, Glogau und Neusalz zugeordnet waren. Am Gericht bestanden 1880 zwei Richterstelle. Das Amtsgericht war damit ein mittelgroßes Amtsgericht im Landgerichtsbezirk.
Im Jahre 1945 wurde der Amtsgerichtsbezirk unter polnische Verwaltung gestellt, und die deutschen Einwohner wurden vertrieben. Damit endete auch die Geschichte des Amtsgerichtes Freystadt.